# Südermarsch
Südermarsch (dänisch: Sønder Marsk, auch Søndermarsk) ist eine Gemeinde im Kreis Nordfriesland in Schleswig-Holstein. Sie ist eine der am dünnsten besiedelten Gemeinden in Schleswig-Holstein.

## Geografie

### Geografische Lage
Das Gemeindegebiet der Südermarsch erstreckt sich im Bereich des historischen Landschafts- und Verwaltungsbezirk der Südergoesharde direkt südlich angrenzend an das Stadtgebiet von Husum und dessen Stadtteil Rödemis.

### Nachbargemeinden
Direkt angrenzende Gemeindegebiete der Südermarsch sind:
|            | Husum, Mildstedt                            | Rantrum |
| Simonsberg | Kompassrose, die auf Nachbargemeinden zeigt | Wisch   |
|            | Witzwort, Koldenbüttel, Schwabstedt         |         |

## Geschichte

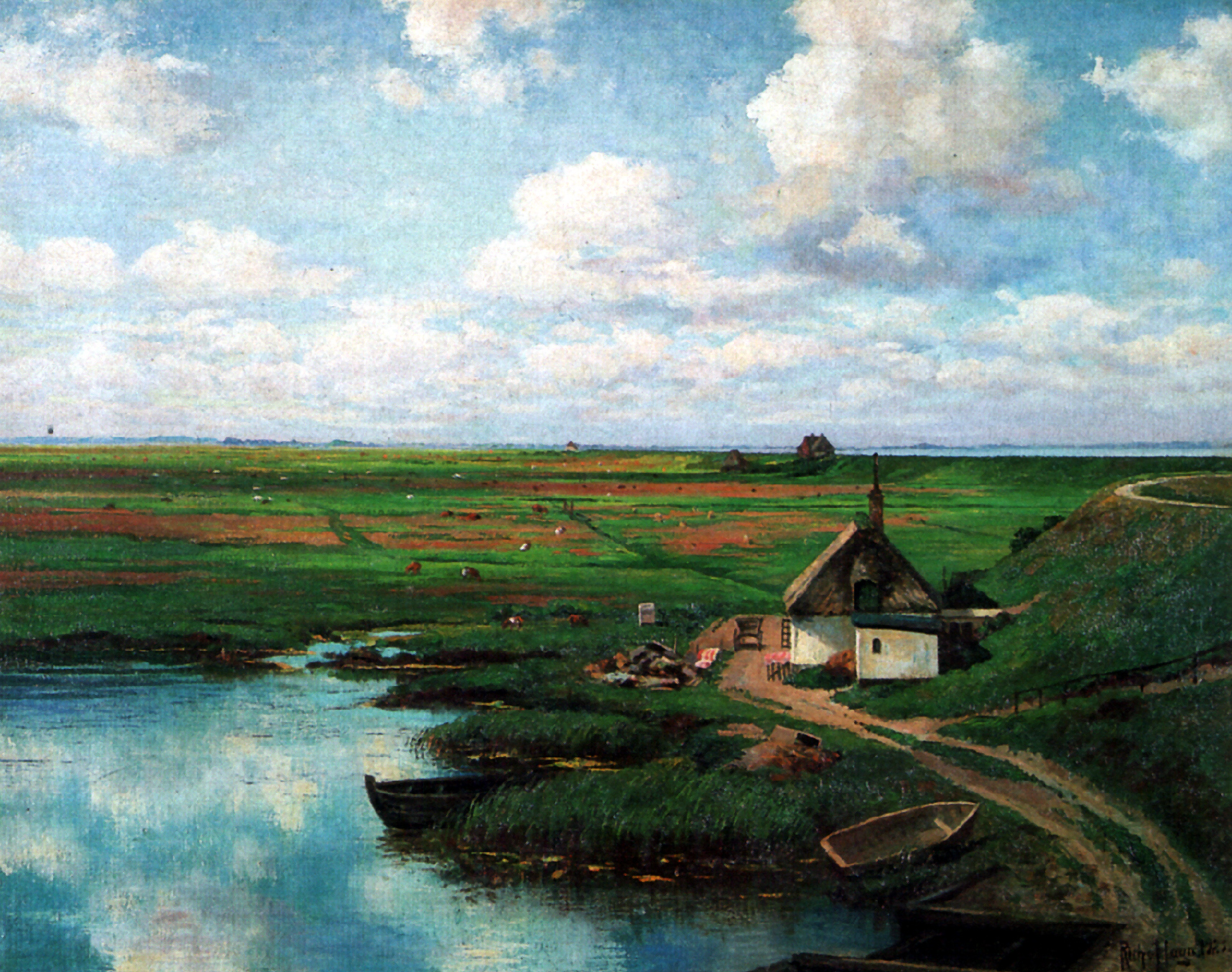
Halbmondwehle Südermarsch, von Richard von Hagn

Südermarsch liegt in einem moorigen Gebiet, das erst spät erschlossen werden konnte. Auch heute muss das Gebiet entwässert werden. Aus diesem Grund gibt es zwei Schöpfwerke in der Gemeinde.
Am 1. April 1934 wurde die Kirchspielslandgemeinde Mildstedt aufgelöst. Alle ihre Dorfschaften, Dorfgemeinden und Bauerschaften wurden zu selbständigen Gemeinden/Landgemeinden, so auch Südermarsch.

## Politik

### Gemeindevertretung
Bei der Kommunalwahl 2023 errang die Wählergruppe Südermarsch (WGS) alle sieben Sitze in der Gemeindevertretung. Die Wahlbeteiligung betrug 68,2 Prozent.

### Bürgermeister
Für die Wahlperiode 2018–2023 wurde Karl-Jochen Maas (WGS) erneut zum Bürgermeister gewählt.

## Wirtschaft und Infrastruktur

### Unternehmen
Die Wirtschaft im Gemeindegebiet ist traditionell sehr landwirtschaftlich geprägt. Das die Landschaft heute zusätzlich prägende Element sind, insbesondere im westlichen Gemeindegebiet, eine Vielzahl von Windkraftanlagen. Sechs von ihnen sind Bestandteil des sogenannten Windtestfeld Nord. Der Betrieb erfolgt durch eine von der Wirtschaftsförderungsgesellschaft Nordfriesland gegründeten Kapitalgesellschaft.

### Verkehr
Durch das Gemeindegebiet der Südermarsch führt die Bundesstraße 5. Im Gemeindegebiet befindet sich das südliche Ende der zugehörigen höhenfrei ausgebauten Umgehungsstraße der nordfriesischen Kreisstadt. Der die Gemeinde durchziehende Streckenabschnitt war ebenfalls Teil der ehemaligen Ferienstraße Grüne Küstenstraße.
Im Schienenpersonennahverkehr wird das Gemeindegebiet von der Trasse der Marschbahn durchzogen. In der Gemeinde zweigt dafür heute am Abzweig Hörn die Bahnstrecke Husum–Bad Sankt Peter-Ording von vorgenannter ab. Es besteht an beiden kein Haltepunkt innerhalb der Gemeinde.
Die Anbindung im Öffentlichen Personennahverkehr erfolgt heute per Linienbus ausgehend vom Bahnhof in Husum und dem nahe befindlichen dortigen Zentralen Omnibusbahnhof (ZOB). Seit August 2019 hat der Kreis Nordfriesland darüber hinaus Rufbusgebiete zur flächenmäßigen Anbindung auch der ländlichen Gebiete im Kreisgebiet ausgewiesen. Die Bushaltestellen in der Südermarsch sind dem Rufbusgebiet Husum Umland zugeordnet.

## Sehenswürdigkeiten
In der Liste der Kulturdenkmale in Südermarsch stehen die in der Denkmalliste des Landes Schleswig-Holstein eingetragenen Kulturdenkmale.